# میدان صاحب‌آباد
میدان صاحب‌آباد یا صاحب‌الامر یا میدان حسن پادشاه (تلفظ محلی: سابیله میر میدانی) میدانی در تبریز بوده که بقایای آن امروز به نام مجموعهٔ صاحب‌الامر (در گویش محلی، سابیلَه‌میر) معروف گشته است. شکل‌گیری میدان و مراکز مربوط به آن در زمان اوزون حسن‏ پادشاه آق قویونلو و پسرش سلطان یعقوب اتفاق افتاد.
در سال ۱۳۴۵ ه‍.خ درپی احداث خیابان دارایی (شهید مدنی کنونی) توسط حکومت پهلوی، بخشی از محوطهٔ این مجموعه تخریب شد و بقعهٔ صاحب‌الامر و مسجد ثقةالاسلام در یک سو، و مدرسهٔ اکبریه و بازارچه در سوی دیگر خیابان قرار گرفتند. این مجموعه از مجموعه‌های تاریخی و ارزشمند ایران می‌باشد. بنای نخستین این بقعه به زمان صفویه بازمی‌گردد. صاحب عالم‌آرای عباسی این مسجد را یکی از آثار دورهٔ سلطنت شاه تهماسب اول صفوی (۹۳۰–۹۸۴ ق / ۱۵۲۴–۱۵۷۶ م) نام می‌برد. پیش‌تر در این مکان، میدان وسیعی با عمارت و باغی در کنار آن وجود داشت. این مکان مرکز تبادل کالا و خریدوفروش بود و دارالضیافهٔ شهر به‌شمار می‌رفت. اکنون اثری از عمارت و برج و باروی آن نمانده است درحال‌حاضر، این مرکز خریدوفروش به بازارچه‌ای کوچک در یک سوی خیابان دارایی تبدیل شده است و حیاط بزرگی نیز در محوطهٔ بقعه وجود داشته است که پس از احداث خیابان دارایی، به حیاطی کوچک با باغچه‌ای با چندین درخت مبدل گشته است.
طبق بررسی‌های انجام شده این مجموعه مدت چهار قرن مرکز حکومت ایران و مقر فرماندهی پادشاهانی چون جهانشاه، اوزون حسن، شاه اسماعیل یکم و شاه تهماسب یکم بوده است؛ اما امروز تنها نام و یاد این مجموعهٔ نفیس باقی‌مانده و تغییرات به وجود آمده در طول تاریخ باعث کاستن از شکوه و عظمت آن شده است.
در طول تاریخ، حکومت‌ها با ساختن بناهای متعدد مانند مساجد، مدارس، میدان‌ها و… می‌خواستند حکومت خود را از نظر اجتماعی-سیاسی تثبیت کنند. میدان «صاحب امر» تبریز یکی از همین میدان‌های حکومتی در زمان «آق‌قویونلوها» است.

## تاریخچه

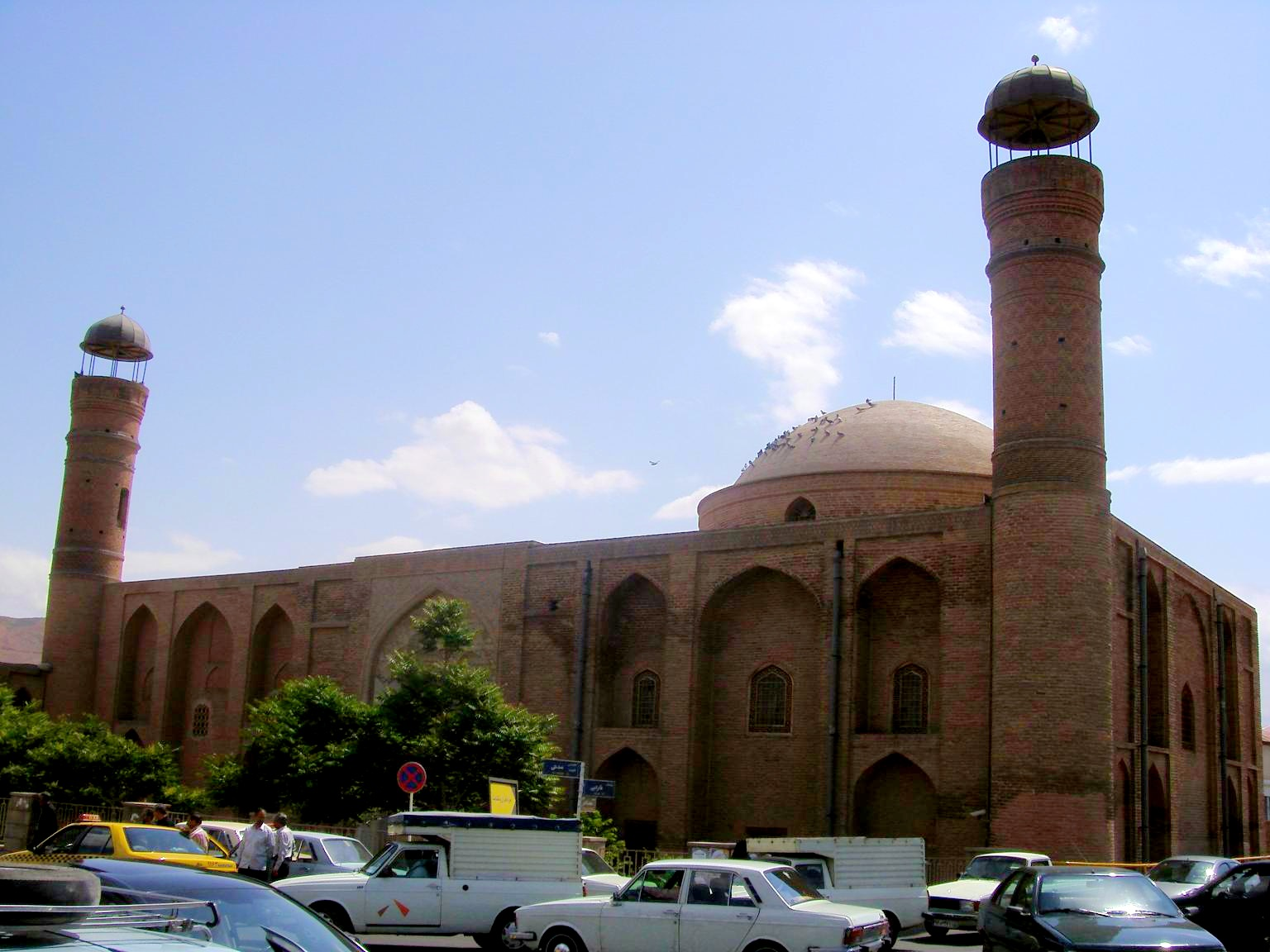
نمایی از مسجد شاه تهماسب تبریز (صاحب امر) از اجزای معماری میدان صاحب امر

شروع ساخت این مجموعه به دورهٔ اباقاخان در زمان وزارت خواجه شمس‌الدین محمد جوینی (صاحب‌دیوان) بر می‌گردد؛ و با ساخته شدن این مجموعه روند گسترش شهر تبریز به سمت شمال مهران‌رود کشیده می‌شود. بعدها در دورهٔ جهانشاه، دارالحکومه از محلهٔ شِشگِلان به این مجموعه انتقال داده می‌شود و از آن تاریخ تا زمان شاه تهماسب یکم که پایتخت از تبریز به قزوین انتقال داده شد، جایگاه فرمانروایان ایران بود.
اجزای این مجموعه
- فضای حکومتی یا باغ صاحب‌آباد (مجموعهٔ هشت‌بهشت) شامل:
  - کاخ هشت‌بهشت
  - حرمسرا
  - نمازخانه
  - استخر (حوض)
  - عمارت سَردَر
  - مطبخ‌خانه
- میدان چوگان (سپس‌تر میدان جعفر پاشا در محدودهٔ آن ساخته شد)
- مسجد شاه مقصود (تخریب شده)
- «مجموعهٔ نصریه»[یادداشت ۱] شامل:
  - دارالمساکین/بیمارستان
  - مسجد حسن پادشاه
  - مدرسهٔ حسن پادشاه
  - آب‌انبار
  - آرامگاه حسن پادشاه
- کلیسای سَنت هِلِنا (تخریب شده)
- بازار (بازارچهٔ مسگران و بازارچهٔ شتربان)
- بناهای سپسین:
  - مسجد شاه تهماسب (بقعهٔ صاحب‌الامر)
  - مسجد شاه عباس (پس از ویرانی‌اش مسجد ثقةالاسلام در حدود آن ساخته شد)
  - مسجد شاه اسماعیل (تخریب شده)
  - مدرسهٔ اکبریه (کتابخانهٔ اکبریه)

ژان شاردن در سفرنامه‌اش میدان صاحب امر را توصیف کرده و این میدان را بزرگتر از میدان اصفهان می‌دانسته است. در این سفرنامه به رقص گرگ یا همان گرگ‌بازی اشاره نیز شده است.
این کاخ در وسط باغی با مصطبه‌ای قرار دارد و در هر گوشه این مصطبه، فواره‌هایی به شکل اژدها از مفرغ گذارده‌اند. این فواره‌ها را بقدری با مهارت و هنرمندی ساخته‌اند که گویی اژدهایان جان دارند. در داخل این کاخ بر طاق تالار بزرگ، صحنه‌هایی از نبردهای متعدد اوزون حسن و همچنین شرفیابی نمایندگان باب عالی را به حضور اوزون حسن با طلا، نقره، و رنگ آبی تصویر کرده‌اند. از آن گذشته مجالسی نیز از شکار اوزون حسن که سوار بر اسب، نمایانده شده است با سگ‌ها و بازها و از آن گذشته، اتفاقات دیگر را رسم کرده‌اند و… خود باغ نیز دارای سه در ورودی است که یکی رو به شمال، دیگری روبه جنوب و یکی رو به شرق است.
به مسجد اوزون حسن که ذکرش رفت مدرسه‌های عالی برای طلاب علوم ضمیمه بود که اوزون حسن را در صحن باغ آن دفن کرده‌اند. این بنا که نیز از آثار اوست، مدرسه نصریه نامیده می‌شد و در نزدیکی این مدرسه باز مسجد مقصودیه واقع است که در دوره مقصود، فرزند دسپینا ساخته شده است. در میدان صاحب امر که تا کنون به صورت مکرر ذکر آن به میان رفت بجز یک قصر کوچکتر که پادشاهان آق قویونلو از ایوان آن مسابقات و بازی‌ها را تماشا می‌کردند یا سفرای خارجی را در آنجا به حضور می‌پذیرفتند، یک بیمارستان بزرگ هم وجود داشت که فقط یک دیوار حد فاصل آن و مسجد اوزون حسن بود. در دوران اوزون حسن و یعقوب به شهادت بازرگانان ونیزی، بیش از هزار تن مستمند و بیمار در این بیمارستان که اتاق‌های وسیعش با قالی مفروش بود، زندگی می‌کردند. در سفره‌خانه مجاور که به فقرا اختصاص داشت، به خرج دربار به تهیدستان غذا داده می‌شد.

## موقعیت
مسجد صاحب‌الامر در جانب شرقی میدان صاحب امر قرار دارد. بنا به قول شایع مردم تبریز، آنجا «نظر کرده امام زمان» است و از این جهت آن را «مقام صاحب‌الامر» خوانده‌اند. ثقةالاسلام شهید می‌نویسد: «این بقعه در سمت شرقی صحن مدرسه‌ای قرار دارد به نام مدرسهٔ اکبریه که آن را مرحوم میرزا علی اکبر خان مترجم، کنسولگری دولت روس متوفی در سال ۱۲۸۰ هـ. ق احداث کرد و موقوفاتی به آن معین نمود.»

خصوصیات میدان: به‌طور کلی این میدان را می‌توان جزء میدان‌های حکومتی-اداری با کارکردهای اجتماعی دسته‌بندی نمود. بناهایی مانند کاخ عالی قاپو و هشت بهشت، نشان از نقش حکومتی میدان دارد و از طرف دیگر ارتباط بسیار نزدیک با بازار و اقتصاد شهر بر نقش اجتماعی میدان تأکید می‌کند. وجود مسجد و مدرسه نصریه موقعیت مذهب را به عنوان حلقه واسطه بین مردم و حکومت نشان می‌دهد. سایر فضاهای شهری از جمله بیمارستان نیز بر مرکزیت این میدان در شهر صحه می‌گذارد.

## نگارخانه

مسجد صاحب‌الامر از اجزا میدان صاحب امر
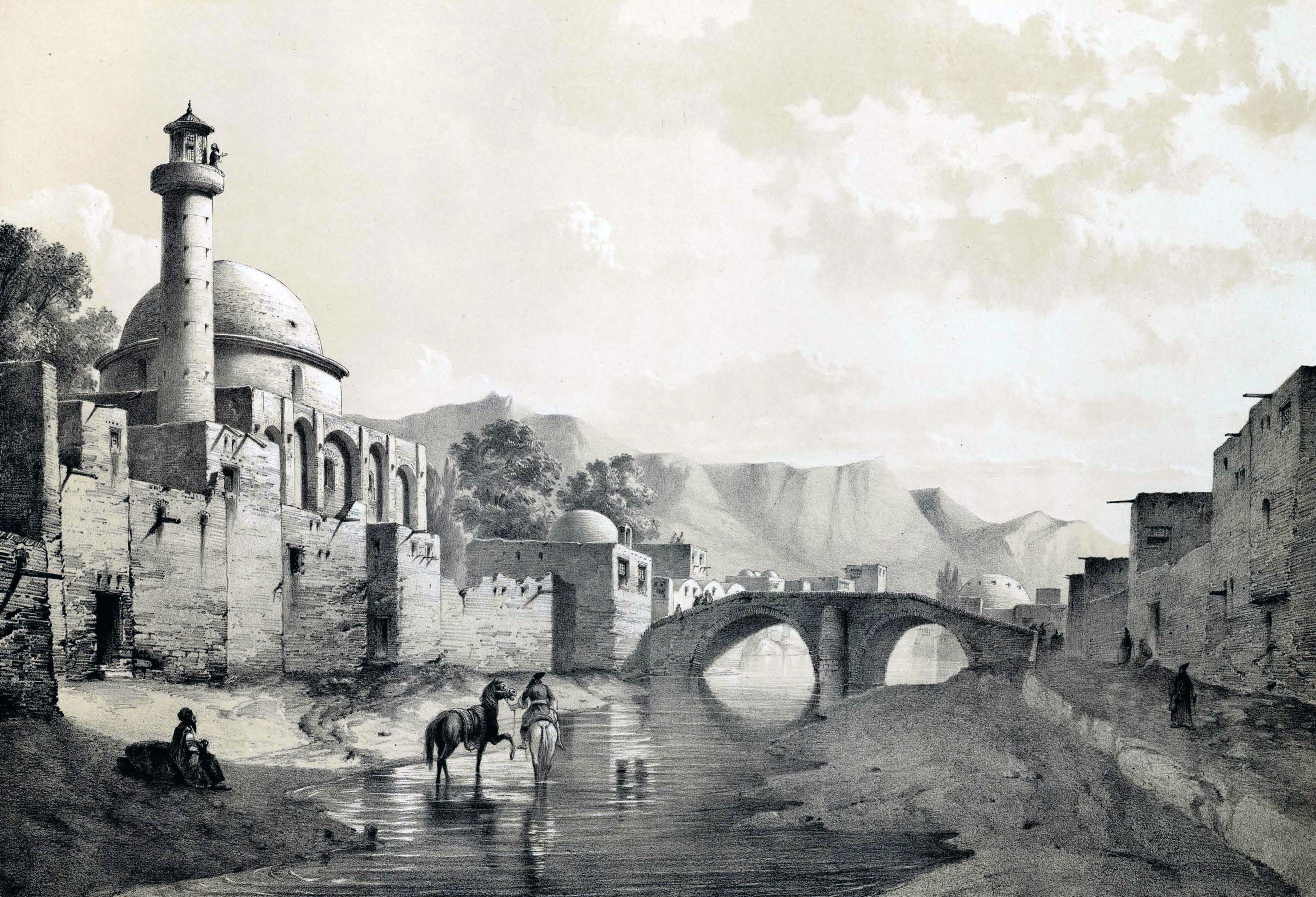
نقاشی از مرز جنوبی میدان در دوره قاجار
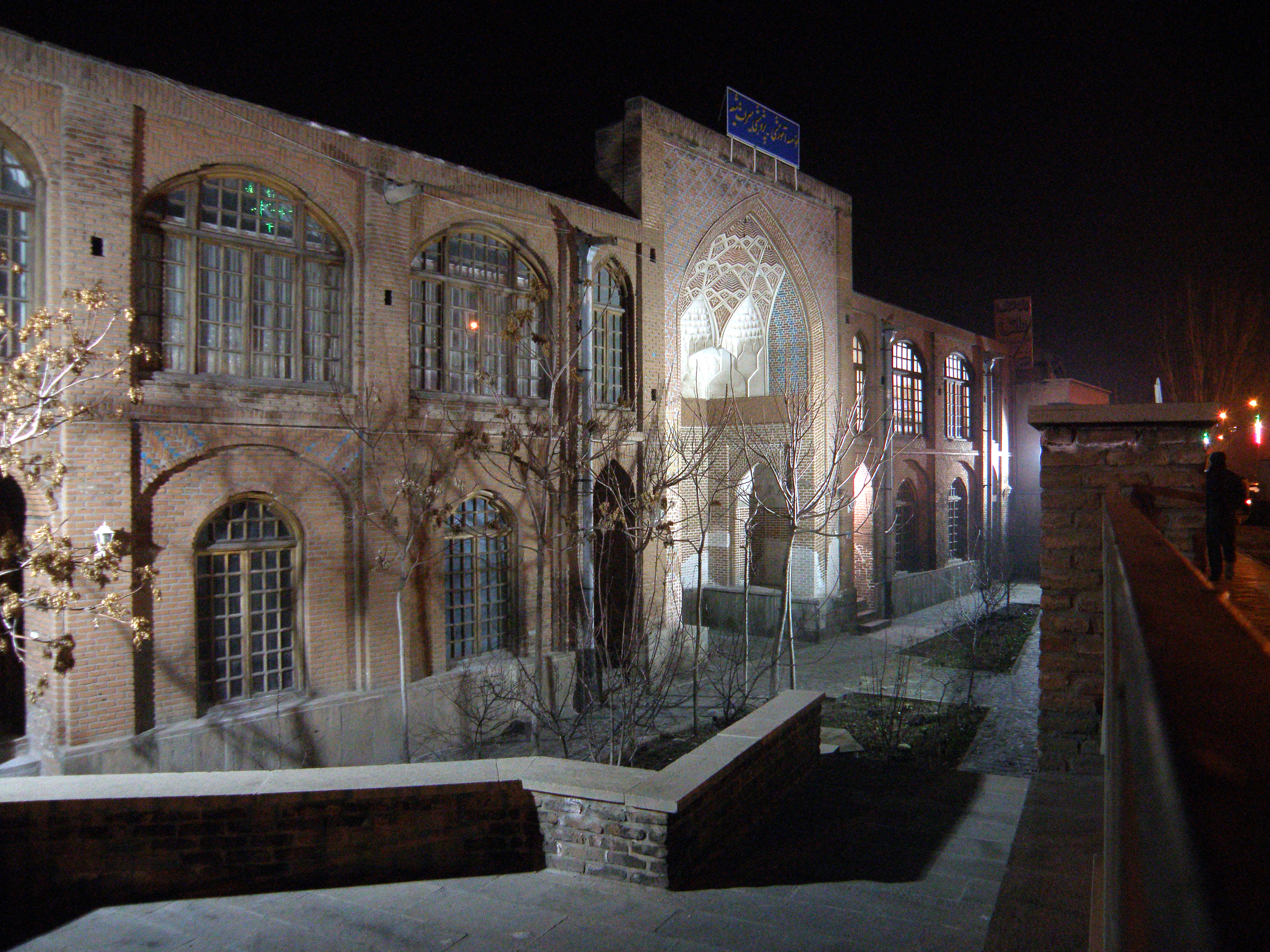
مدرسه اکبریه که بخشی از مجموعه صاحب امر است.
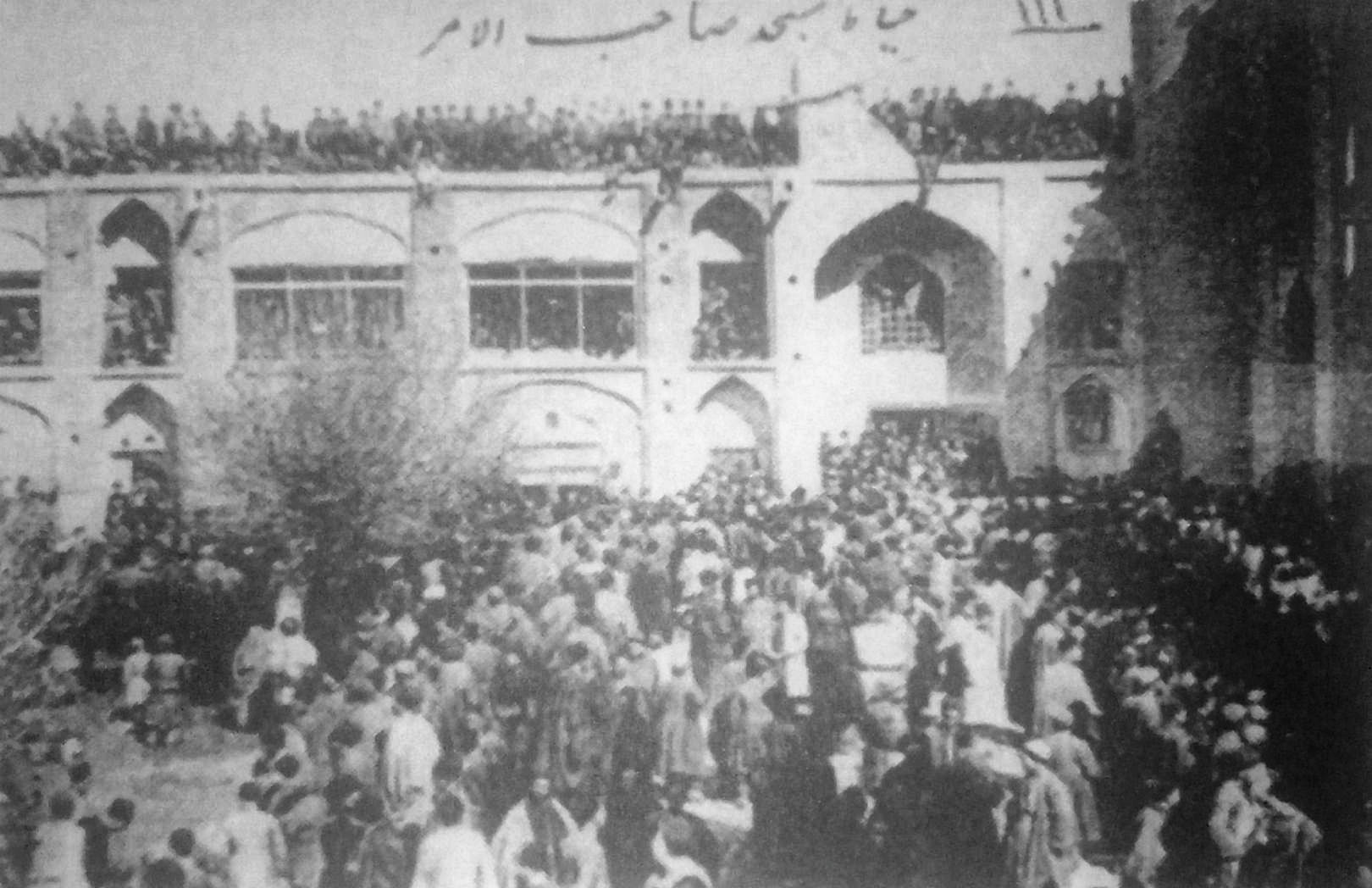
حیاط مسجد صاحب‌الامر

## یادداشت
1. ↑  از آن رو که کُنیهٔ اوزون حسن «ابوالنصر» بوده است. به اصطلاح قدیم «عمارت نصریه» می‌گفتند و باید توجه داشت در آن روزگار منظور از «عمارت» یک بنا نبود و مجموعه‌ای را مد نظر داشت.